# Dramma per musica

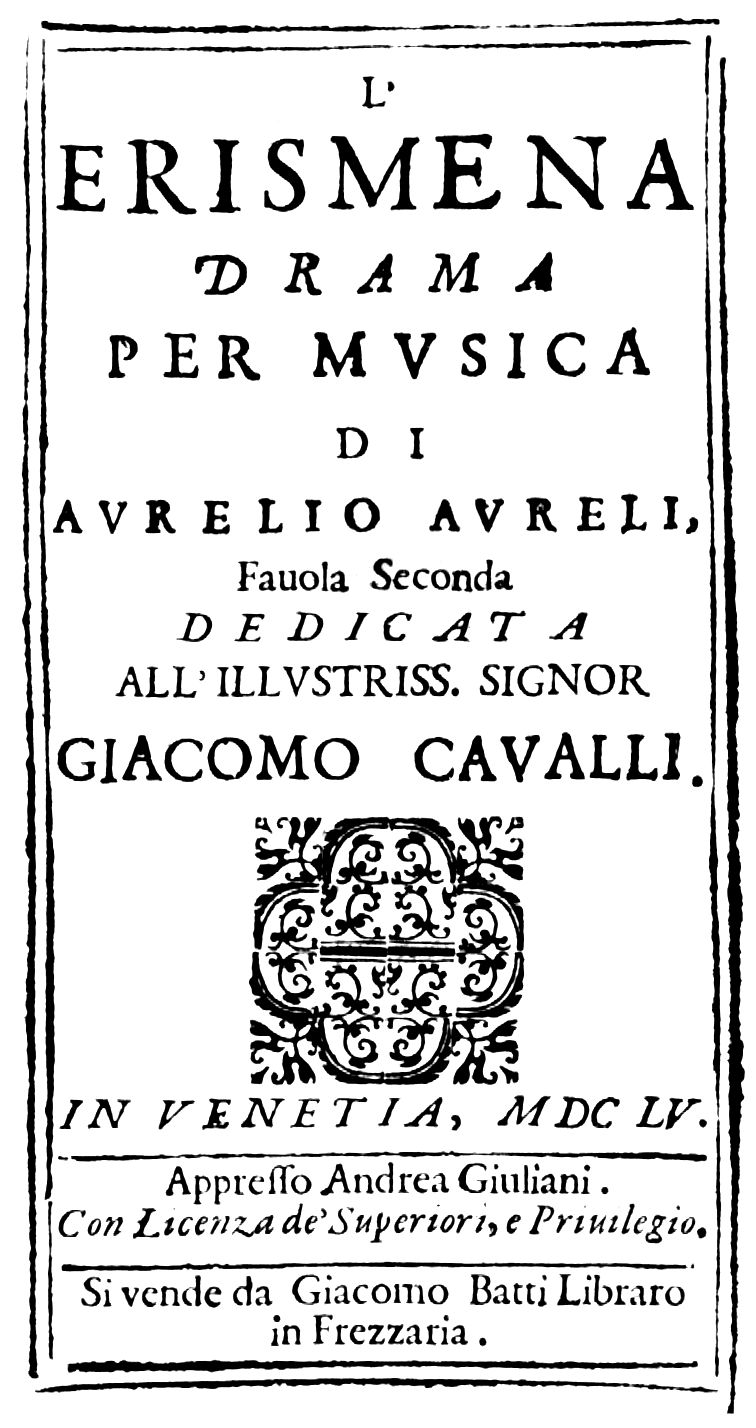
Libreto de Erismena de Francesco Cavalli (Venecia, 1655)

Dramma per musica (italiano, literalmente: drama para música, plural: drammi per musica) es un término usado por dramaturgos entre finales del siglo XVII y mediados del siglo XIX. A veces se abreviaba como dramma.
Un dramma per musica era así originariamente (en Italia en el siglo XVII) una obra dramática escrita específicamente con el propósito de ser musicada, en otras palabras, un libreto para una ópera, normalmente una ópera seria. Por extensión, el término pasó a ser usado para las óperas que se componían según el libreto; a veces los compositores preferían un término que es una variante, dramma in musica, que enfatizaba el elemento musical.
En el siglo XVIII, estos términos, junto con dramma musicale, pasaron a ser las descripciones más habitualmente utilizadas para las óperas serias italianas. Hoy, son conocidas como "ópera seria", un término que se usaba poco entonces cuando se crearon.
Los términos siguieron usándose a principios del siglo XIX después de que las reformas de Gluck pusieran fin definitivamente al predominio de la ópera seria: por ejemplo, algunas de las óperas serias tardías de Rossini se titularon "dramma in musica".
Ejemplos de drammi per musica son Erismena (1656) de Cavalli, Tito Manlio (1719) de Vivaldi, Il Bellerofonte (1767) de Mysliveček, Paride ed Elena (1770) de Gluck, Armida (1779) de Salieri, Idomeneo, rey de Creta (1781) de Mozart y Otello (1816) de Rossini, así como numerosos libretos escritos por Pietro Metastasio.